# نوکاج
نوکاج یک روستا در ایران است که در دهستان براکوه شهرستان خوسف واقع شده‌است. نوکاج ۱۹ نفر جمعیت دارد.